# Vincent Bossou
Pour les articles homonymes, voir Bossou (homonymie).
Vincent Bossou est un footballeur togolais né le 7 février 1986 à Kara. Il joue au poste de défenseur au Navibank Saigon, dans le championnat vietnamien. Il compte 12 sélections avec l'équipe nationale du Togo.

## Carrière
- 2006-2009 : Maranatha Football Club ( Togo)
- 2009-2010 : Étoile du Sahel ( Tunisie)
- 2010-2011 : Maranatha Football Club ( Togo)
- 2011-... : Navibank Saigon ( Viêt Nam)

## Palmarès
- Championnat du Togo de football : 2009
- Coupe du Viêt Nam de football : 2011